# Hegedűs Sándor (sportíró)
Hegedűs Sándor (Pesterzsébet, 1908. december 6. – Kolozsvár, 1978. augusztus 17.) sportíró, műfordító, szótáríró.

## Életpályája
Gyulafehérvárt végezte a középiskolát, Déván érettségizett (1927), a kolozsvári egyetemen szerzett jogi diplomát (1933). Ügyvéd Kolozsvárt, előadótanár volt a Bolyai Tudományegyetem jogi tanszékén (1949–52), majd testnevelő tanári diplomát szerzett (1956) és nyugdíjazásáig (1973) kolozsvári középiskolákban tanított.
Magyarra fordította D. Rozenzweig A Párizsi Kommün (1961) és V. Nicorovici A kőolajmezők hősei (1963) c. munkáját. Pedagógiai, sport- és sportnyelvészeti írásait a Korunk, Tanügyi Újság, Igazság közölte, egy tanulmányát a Korunk 1976/6-os számából (A "Nadia Comăneci-jelenség") folytatásokban közölte a jugoszláviai Magyar Szó is. Lőrinczi Ferenccel közösen írt kötete, A sport világa (1976) nemcsak az egyetemes és hazai sporttörténelmet foglalja össze, hanem megismertet a sportmozgások jellegzetességeivel, a sport és lélektan, valamint a testnevelés és más tudományok kapcsolatával is. Kiss Andrással és Nemes Istvánnal együtt a Kriterion Kézikönyvek sorozat Román-magyar jogi szótár című kötetét (1978) szerkesztette; javított kiadásaː Dicţionar juridic român-maghiar; átdolg., bőv. Deák Levente és Osváth Judit; Kriterion, Kolozsvár, 2006.